# 유로비전 송 콘테스트 1957

초록색으로 표시된 나라가 참가국.

유로비전 송 콘테스트 1957(Eurovision Song Contest 1957)은 제2회 유로비전 송 콘테스트이다. 1957년 3월 3일 서독 프랑크푸르트암마인에 위치한 헤센 방송 대형 방송 홀에서 개최되었으며 ARD 산하 헤센 방송이 주관했다. 사회자는 배우인 아나이트 이플리치얀이 맡았다. 1회와 비슷하게 이번 콘테스트는 라디오 프로그램이 주가 되었으나, 텔레비전 시청자 수도 눈에 띄게 증가하였다.
유로비전 송 콘테스트 1957은 배심이 전화로 이루어지는 최초의 콘테스트가 된다. 또, 네덜란드가 처음으로 우승한 콘테스트이기도 하다.

## 참가국 및 방송국
오스트리아, 덴마크, 영국이 처음으로 참가했다.
- 서독 ARD
- 오스트리아 ORF 오스트리아 방송
- 덴마크 SR 스타트스라디오포니엔(DR 덴마크 방송 협회)
- 영국 BBC 영국방송공사
- 네덜란드 네덜란드 텔레비전 재단(NTS)
- 벨기에
  - INR(RTBF 벨기에 라디오 텔레비전 프랑스어 방송, 프랑스어)
  - NIR(VRT 플란데런 라디오 텔레비전 방송, 네덜란드어)
- 룩셈부르크 CLT 텔레 룩셈부르크(RTL 그룹)
- 프랑스 프랑스 라디오 텔레비전 방송(RTF)
- 스위스 스위스 방송 협회(SRG SSR)
- 이탈리아 RAI 이탈리아 방송 협회

## 변경된 규칙
지난 대회와 달리 이번 대회에서는 다음과 같이 규칙이 변경되었다.
- 공연하는 노래는 1개 국가당 1곡으로 한정되었다.
- 아티스트는 솔로 가수 뿐만 아니라 듀오로 참여가 가능해졌다.

### 투표 방식
공정성을 기하기 위해 모든 투표처·투표원의 내역을 공표하게 되었다.
- 나라별 심사위원은 각 10명으로 구성된다. 자국 내에서 중계방송을 감상한 다음에 한 사람당 1표씩 투표한다.
- 투표하는 대상은 반드시 자국 이외여야 한다.
- 각 방송국에서는 그 표의 집계 결과를 대회 현장을 전화로 연락해서 파견되어 있는 진행자가가 구두로 발표했다. 이는 국제 전화가 사용되는 첫 시도가 되었다.

## 결과
이 콘테스트의 결과 네덜란드 가수 코리 브로컨(Corry Brokken)의 Net als toen(그 때처럼)이라는 곡이 1위로 우승하였다.
| 순서 | 나라       | 언어       | 아티스트                       | 노래                     | 의미                       | 점수 | 등수 |
| ---- | ---------- | ---------- | ------------------------------ | ------------------------ | -------------------------- | ---- | ---- |
| 1    | 벨기에     | 네덜란드어 | 보베얀 스후펀                  | Straatdeuntje            | 거리의 노래                | 5    | 8    |
| 2    | 룩셈부르크 | 프랑스어   | 다니엘 뒤프레                  | Tant de peine            | 너무 고통스러워            | 8    | 4    |
| 3    | 영국       | 영어       | 퍼트리샤 브레딘                | All                      | 모두                       | 6    | 7    |
| 4    | 이탈리아   | 이탈리아어 | 눈치오 갈로                    | Corde della mia chitarra | 내 기타의 줄               | 7    | 6    |
| 5    | 오스트리아 | 독일어     | 보브 마르틴                    | Wohin, kleines Pony?     | 작은 조랑말은 어디로 갈까? | 3    | 10   |
| 6    | 네덜란드   | 네덜란드어 | 코리 브로컨                    | Net als toen             | 그 때처럼                  | 31   | 1    |
| 7    | 서독       | 독일어     | 마르고트 힐셔                  | Telefon, Telefon         | 전화, 전화                 | 8    | 4    |
| 8    | 프랑스     | 프랑스어   | 폴 드자르댕                    | La Belle Amour           | 아름다운 사랑              | 17   | 2    |
| 9    | 덴마크     | 덴마크어   | 비르테 빌케, 구스타우 빙클레르 | Skibet skal sejle i nat  | 오늘 밤 출항해야 하는 배   | 10   | 3    |
| 10   | 스위스     | 프랑스어   | 리스 아시아                    | L'Enfant que j'étais     | 나였던 아이                | 5    | 8    |

### 득표 결과
|        |            | 심사위원   |      |          |            |          |      |        |        |        |   |   |
| 합계   | 벨기에     | 룩셈부르크 | 영국 | 이탈리아 | 오스트리아 | 네덜란드 | 서독 | 프랑스 | 덴마크 | 스위스 |   |   |
| 참가국 | 벨기에     | 5          |      |          |            |          |      |        | 2      |        | 2 | 1 |
| 참가국 | 룩셈부르크 | 8          |      |          | 1          | 4        | 3    |        |        |        |   |   |
| 참가국 | 영국       | 6          | 1    | 1        |            |          | 1    | 1      |        |        |   | 2 |
| 참가국 | 이탈리아   | 7          | 1    | 1        | 2          |          |      | 2      |        |        | 1 |   |
| 참가국 | 오스트리아 | 3          |      |          | 2          |          |      | 1      |        |        |   |   |
| 참가국 | 네덜란드   | 31         | 5    | 3        | 1          | 1        | 6    |        | 1      | 4      | 3 | 7 |
| 참가국 | 서독       | 8          | 1    |          |            | 1        |      |        |        | 6      |   |   |
| 참가국 | 프랑스     | 17         | 2    | 4        | 2          |          |      | 1      | 6      |        | 2 |   |
| 참가국 | 덴마크     | 10         |      |          | 2          | 3        |      | 5      |        |        |   |   |
| 참가국 | 스위스     | 5          |      | 1        |            | 1        |      |        | 1      |        | 2 |   |